# Elizabeth Bury
Pour les articles homonymes, voir Bury.
Elizabeth Bury, née en 1644 et morte en 1720, est une auteure de journal intime. 

## Jeunesse
Elizabeth Bury est baptisée le 12 mars 1644 à Clare, dans le Suffolk, le jour de sa naissance est probablement le 2 mars. Son père est le capitaine Adams Lawrence de Linton, Cambridgeshire; sa mère est Elisabeth Cutts de Clare et, outre Elisabeth, il y a trois autres enfants. En 1648, alors qu’Elizabeth a quatre ans, le capitaine Lawrence meurt, et en 1661, sa mère se remarie, son deuxième époux est Nathaniel Bradshaw, B.D., ministre d'une église dans le quartier. 
Vers 1664, Elizabeth se décrit comme "convertie" et devient introspective.  Elle étudie l'hébreu, le français, la musique, l'héraldique, les mathématiques, la philosophie, la philologie, l'anatomie, la médecine et la divinité. Son beau-père, M. Bradshaw, est l'un des ministres rejetés en 1662; la famille s'installe à Wivelingham, dans le Cambridgeshire.  Elizabeth commence en 1664 à noter ses "expériences" dans son journal intime, initialement en sténographie. 

## Vie adulte
En 1667, le 1er février, Bury épouse Griffith Lloyd de Hemingford Grey, Huntingdonshire, mort le 13 avril 1682. Dans son veuvage, qui dure encore quinze ans, Mme Lloyd passe une partie de son temps à Norwich. Elle épouse Samuel Bury, ministre anticonformiste, le 29 mai 1697, après avoir précédemment refusé d'épouser trois ecclésiastiques, dont les initiales sont données, car "elle ne pouvait être facile dans leur communion" 
Mme. Bury a une bonne fortune et est une généreuse donatrice. Elle tient un stock de bibles et de livres pratiques, à distribuer de temps en temps ; elle a une connaissance de la materia medica. Elle a une devise écrite dans son placard en hébreu : "Toi, Seigneur, regarde moi.". Elle devint infirme après 1712, et meurt le 8 mai 1720, à l'âge de 76 ans. Son sermon funèbre est prêché à Bristol le 22 mai 1720 par le Révérend William Tong, et est imprimé à Bristol la même année; une troisième édition sort l'année suivante, en 1721.  Le récit de la vie et de la mort de madame Bury, Bristol, 1720, comprend les parties restantes de son journal, le sermon funèbre, une vie par son mari et une élégie d'Isaac Watts. 